# Estudos Armênios
Os Estudos Armênios (português brasileiro) ou Arménios (português europeu), ou também armenologia (em armênio/arménio:  հայագիտություն, pronunciado: [hɑjɑɡit’uˈtjun]) é um campo das humanidades que cobre a história, língua e cultura armênias. O surgimento dos estudos armênios modernos está associado à fundação da ordem mequitarista católica no início do século XVIII. Até o início do século XX, os estudos armênios eram amplamente conduzidos por estudiosos individuais nas comunidades armênias do Império Russo (Moscou, São Petersburgo, Naquichevão do Dom, Tiblíssi), Europa (Veneza, Viena, Paris, Londres, Berlim, Leipzig), Constantinopla e Valarsapate na Armênia. Após o estabelecimento do domínio soviético, os estudos armênios e as ciências em geral foram institucionalizados na Armênia e colocados sob o controle direto da Academia de Ciências. Hoje, vários centros de pesquisa em muitas partes do mundo se especializam em estudos armênios.

## No Brasil
A Universidade de São Paulo há um grupo de pesquisa dos estudos armênios formado em 2006. A universidade também oferece um curso de letras armênias, criado em 1964 pelo professor Yessai Ohannes Kerouzian. O curso é o único curso de graduação em armênio da América Latina.